# Jernbanetorget Station
Jernbanetorget Station (Jernbanetorget stasjon) er en metrostation i Fellestunnelen på T-banen i Oslo. Stationen blev oprettet i 1966 som endestation for de nye østlige T-baner og fungerede sådan til etableringen af Stortinget i 1977. Stationen er udsmykket af Odd Tandberg.
Stationen betjenes af alle fem T-banelinjer. Desuden stopper alle byens seks sporvognslinjer og flere buslinjer oppe ved selve Jernbanetorget. Derudover ligger stationen i tilslutning til Oslo Centralstation, hvorfra der er tog til og fra en række steder i Norge.
Stationen har fire udgange. Den sydøstlige giver adgang til Centralstationen og den nordlige del af Jernbanetorget. Den nordøstlige ligger nord for Biskop Gunnerus' gate i kvarteret Vaterland ved indkøbscentret Oslo City. Den nordvestlige ligger nord for Biskop Gunnerus' gate ved Hotel Royal Christiania. Den sydvestlige ligger syd for Biskop Gunnerus' gate ved Europarådets plass.